# Gustave Dugazon
Gustave Dugazon (París, 1782 - 1826) fou un compositor francès, fill dels actors Jean-Henry Gourgaud i Louise Rosalie Lefebvre.
Feu els seus estudis en el Conservatori de París, tenint per mestres a Berton i en Gossec, el 1806 aconseguí el segon premi de composició per a cant i piano, va escriure les òperes:
- Marguerite de Waldemar (1812);
- La noce écossaise (1814);
- Le chavalier d'industrie (1818) que no agraderen gaire.

També va escriure els balls d'espectacle:
- Les fiances de Caserte (1817);
- Alfred le Grand (1822);
- Aline (1823).